# Calathus peropacus
Calathus peropacus är en skalbaggsart som beskrevs av Thomas Casey. Calathus peropacus ingår i släktet Calathus och familjen jordlöpare. Inga underarter finns listade i Catalogue of Life.